# Mistrovství čtyř kontinentů v rychlobruslení
Mistrovství čtyř kontinentů v rychlobruslení je rychlobruslařská soutěž každoročně pořádaná Mezinárodní bruslařskou unií (ISU). Je určena pro závodníky reprezentující neevropské země, tedy rychlobruslaře z Afriky, Ameriky, Asie a Oceánie. První ročník se konal v roce 2020, kdy se také poprvé uskutečnilo mistrovství čtyř kontinentů v short tracku. Oba tyto šampionáty doplnily mistrovství čtyř kontinentů v krasobruslení, jež ISU pořádá od roku 1999.
Závodí se na jednotlivých tratích.

## Seznam šampionátů
| Rok  | Místo                            |                                  |
| ---- | -------------------------------- | -------------------------------- |
| 2020 | Milwaukee                        |                                  |
| 2021 | zrušeno kvůli pandemii covidu-19 | zrušeno kvůli pandemii covidu-19 |
| 2022 | Calgary                          |                                  |
| 2023 | Québec                           |                                  |
| 2024 | Salt Lake City                   |                                  |

## Medailové pořadí zemí
Aktualizováno po M4K 2023.
| Pořadí | Země        | Zlato | Stříbro | Bronz | Celkem |
| ------ | ----------- | ----- | ------- | ----- | ------ |
| 1.     | Kanada      | 12    | 11      | 9     | 32     |
| 2.     | Jižní Korea | 11    | 11      | 12    | 34     |
| 3.     | USA         | 10    | 4       | 7     | 21     |
| 4.     | Kazachstán  | 6     | 9       | 5     | 20     |
| 5.     | Čína        | 1     | 3       | 4     | 8      |
| 6.     | Japonsko    | 1     | 3       | 2     | 6      |
| 7.     | Tchaj-wan   | 1     | 1       | 1     | 3      |
| 8.     | Argentina   | 0     | 0       | 1     | 1      |
| –      | neuděleno   | 0     | 0       | 1     | 1      |